# Flamanville (Manche)
Flamanville település Franciaországban, Manche megyében. Lakosainak száma 1682 fő (2022. január 1.). Flamanville Les Pieux és Tréauville községekkel határos.

## Népesség
A település népességének változása:
| Lakosok száma | 1396 | 1602 | 1781 | 1686 | 1727 | 1724 | 1759 | 1766 | 1767 | 1682 |
|               | 1968 | 1982 | 1990 | 2006 | 2013 | 2015 | 2017 | 2019 | 2020 | 2022 |